# 中村恒也
中村 恒也（なかむら つねや、1923年（大正12年）3月8日 - 2018年（平成30年）12月25日）は、日本の技術者、実業家。セイコーエプソン代表取締役社長を務めた。

## 略歴
山形県酒田市出身。山形県立酒田中学校（現・山形県立酒田東高等学校）を経て、1944年日本大学理工学部機械工学科卒業、第二精工舎（現・セイコーインスツル）入社。1945年に、別会社である株式会社第二精工舎諏訪工場（第二精工舎諏訪工場→諏訪精工舎→セイコーエプソン〈現〉）に転籍した。1956年機械式腕時計「マーベル」を独自に設計し商品化。1959年自動巻腕時計「ジャイロマーベル」を開発。
1963年に諏訪精工舎取締役に就き、1964年東京オリンピックで使用するクォーツ時計の開発プロジェクトリーダーを務めた。1969年に世界初のクォーツ腕時計の商品化に成功。諏訪精工舎常務取締役を経て、1982年にエプソン（のちに諏訪精工舎と合併しセイコーエプソン）代表取締役社長、諏訪精工舎副社長。加えて酒田大火や住軽アルミニウム工業の撤退で窮地に陥っていた郷里を支援しようと、1985年に発足の生産子会社である庄内電子工業（現・東北エプソン）の設立を主導した。 
1987年服部一郎社長の死去に伴い、セイコーエプソン社長に就任し、大量に使う洗浄用フロン全廃を進めた。1991年セイコーエプソン副会長、東北エプソン会長。1994年セイコーエプソン相談役。2004年セイコーエプソン名誉相談役。
このほか、親交のある小澤征爾が率いるサイトウ・キネン・フェスティバル松本（現：セイジ・オザワ 松本フェスティバル）の長野県松本市開催にも尽力した。
2018年12月25日、老衰のため自宅にて死去。95歳没。叙従四位。

## 受賞歴
- 成層圏オゾン層保護賞（米国環境保護庁）

## 著書
- 『技術は人びとのために 諏訪と時計と私』中村恒也、1996年。
- 『私の歩んできた道 技術・地方・共生』荘銀総合研究所、1998年。